# KLK11
KLK11 (англ. Kallikrein related peptidase 11) – білок, який кодується однойменним геном, розташованим у людей на короткому плечі 19-ї хромосоми. Довжина поліпептидного ланцюга білка становить 282 амінокислот, а молекулярна маса — 31 059.
| 10         |  | 20         |  | 30         |  | 40         |  | 50         |
| ---------- |  | ---------- |  | ---------- |  | ---------- |  | ---------- |
| MQRLRWLRDW |  | KSSGRGLTAA |  | KEPGARSSPL |  | QAMRILQLIL |  | LALATGLVGG |
| ETRIIKGFEC |  | KPHSQPWQAA |  | LFEKTRLLCG |  | ATLIAPRWLL |  | TAAHCLKPRY |
| IVHLGQHNLQ |  | KEEGCEQTRT |  | ATESFPHPGF |  | NNSLPNKDHR |  | NDIMLVKMAS |
| PVSITWAVRP |  | LTLSSRCVTA |  | GTSCLISGWG |  | STSSPQLRLP |  | HTLRCANITI |
| IEHQKCENAY |  | PGNITDTMVC |  | ASVQEGGKDS |  | CQGDSGGPLV |  | CNQSLQGIIS |
| WGQDPCAITR |  | KPGVYTKVCK |  | YVDWIQETMK |  | NN         |  |            |

A: Аланін

C: Цистеїн

D: Аспарагінова кислота

E: Глутамінова кислота

F: Фенілаланін

G: Гліцин

H: Гістидин

I: Ізолейцин

K: Лізин

L: Лейцин

M: Метіонін

N: Аспарагін

P: Пролін

Q: Глутамін

R: Аргінін

S: Серин

T: Треонін

V: Валін

W: Триптофан

Кодований геном білок за функціями належить до гідролаз, протеаз, серинових протеаз. 
Задіяний у такому біологічному процесі, як альтернативний сплайсинг. 
Локалізований у апараті гольджі.
Також секретований назовні.